# 硝酰胺
硝酰胺是一种化合物 ，结构式 H2NNO2。硝酰胺的有机衍生物， RNHNO2 是一类硝胺，广泛应用于爆破如：RDX 和 HMX。 它是连二次硝酸的异构体。

## 结构
硝酰胺分子是由氨基(-NH2) 和硝基 (-NO2)键合而成的。它在气态的分子结构已被报告，它不是一个平面。 尽管如此，硝酰胺晶体的硝酰胺分子是平面型的。

## 制备
Thiele 和 Lachman 的普通制备方法是的硝酸氨基甲酸钾的水解：
K2(O2NNCO2) + 2H2SO4 → O2NNH2 + CO2 + 2KHSO4
其它方法包括硝酸氨基甲酸的水解：
O2NNHCO2H → O2NNH2 + CO2
氨基磺酸钠和硝酸的反应：
Na(SO3NH2) + HNO3 → O2NNH2 + NaHSO4
以及五氧化二氮 和氨的反应。
N2O5 + 2NH3 → O2NNH2 + NH4NO3

## 有机硝酰胺
又称硝酰胺基化合物，是重要的爆炸物。  它们可以由乌洛托品的硝化而成。

RDX，一种有机硝酰胺，是爆破中很重要的爆炸物。